# Германия (серия марок)
«Герма́ния» (нем. Germania) — филателистическое название широко известной серии стандартных почтовых марок Германской империи с изображением аллегорического женского образа Германии, выпускавшейся с некоторыми изменениями в 1899—1920 годах и использовавшейся до 1922 года.

## Описание и сюжет
Почтовая марка «Германия» представляет собой изображение легендарной девы-воительницы Валькирии, увенчанной императорской короной, в металлическом корсете, а также с мечом в правой руке. Её полупрофиль обрамляет растительный орнамент. В верхних углах каждой марки цифры номинала, нижнюю часть марки занимает надпись «Reichspost» («Имперская почта»), позднее — «Deutsches Reich» («Германская империя»). Всего была выпущена 61 разновидность марок этой серии номиналами от 2 пфеннигов до 10 немецких марок. Водяной знак (с 1902 года) — ромбы.
Название серии марок — «Germania» — происходит от латинского экзонима, обозначавшего у древних римлян географическую область на восточном берегу Рейна, позднее объединённую с находившимися под римским контролем территориями на западном берегу этой реки. Вероятное первоначальное значение слова — «соседи». Известный с античных времён символический женский образ Германии в середине-конце XIX века стал ассоциироваться у немецких народов с идеей грядущего единства страны, расколотой до последней четверти века на десятки разных государств.

## Предыстория

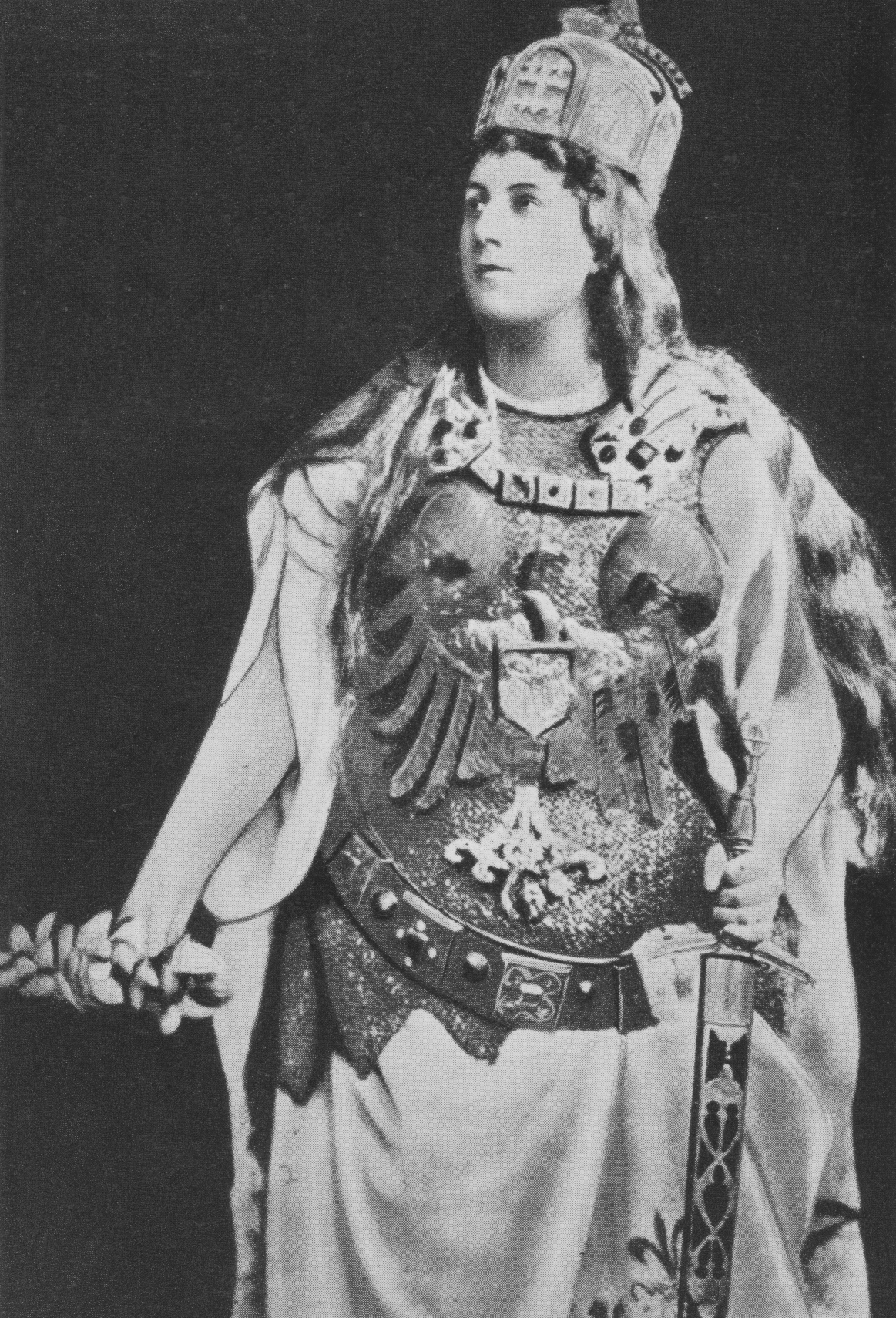
Анна Фюринг в роли Германии. Фотография 1891 года

Прокатившиеся по Европе революции 1848 года (так называемая «весна народов») и особенно франко-прусская война 1870—1871 годов, результатом которой стало объединение страны, дали толчок широкому использованию мотива единой Германии в произведениях немецкой культуры (живописи, зодчестве и др.) и, в частности, на почтовых марках Германской империи. Однако в момент создания новой серии стандартных почтовых марок перед имперской почтой Германии стояла задача без осложнений ввести её в обращение не только на территории, находившейся под влиянием Пруссии, но и в зонах ответственности баварской, вюртембергской и ряда других почт.
Тогдашняя Германия состояла из 22 монархий и трёх городов-республик. Германский император Вильгельм II, разумеется, был легитимным главой государства, но для многих он оставался прежде всего королём Пруссии — и его портрет мог вызвать ассоциации с утверждением прусской гегемонии. Новорождённая империя была федеративной; император являлся «первым среди равных» федеральных монархов, причём даже согласование титула имело свои нюансы: Вильгельм принял титул «германский император» неохотно, он предпочёл бы именоваться «императором Германии», но это не устраивало остальных монархов германских земель.

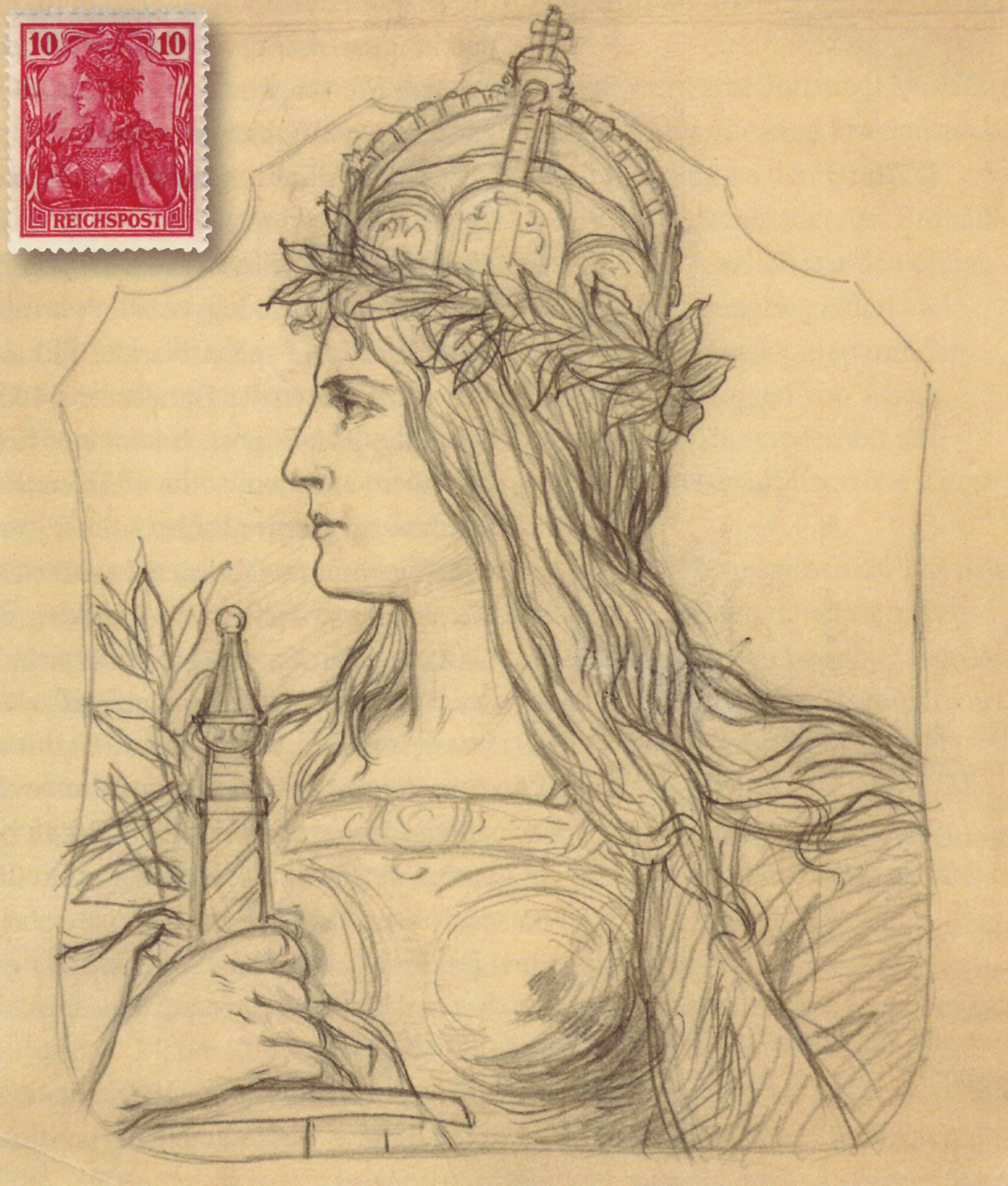
Эскиз центральной части («виньетки») будущей марки от Пауля Вальдраффа

Аналогичная ситуация сложилась и перед подписанием внутригерманского почтового договора: в частности, берлинская «Рейхспочта» обязалась не использовать на почтовых марках прусские символы, включая даже эмблему самой имперской почты. Поэтому портрет Вильгельма на почтовых марках выглядел бы ненужным демаршем — и как сюжет он отпадал.
Второй по важности задачей рейхспочты было создание почтовых марок, резко отличавшихся по своему внешнему виду как от местных выпусков германских государств, так и от прежних общеимперских стандартных серий — с крупными цифрами номиналов (1872—1874) и «орлиной» (1875—1889). Кроме того непременным требованием к новым почтовым маркам было и решение сугубо технических проблем — в частности, максимальное затруднение возможных подделок, а одним из лучших способов обезопасить марки от подделывания является изображение человека. Сочетание перечисленного и дало на выходе принятие аллегорической фигуры Германии как сюжета.

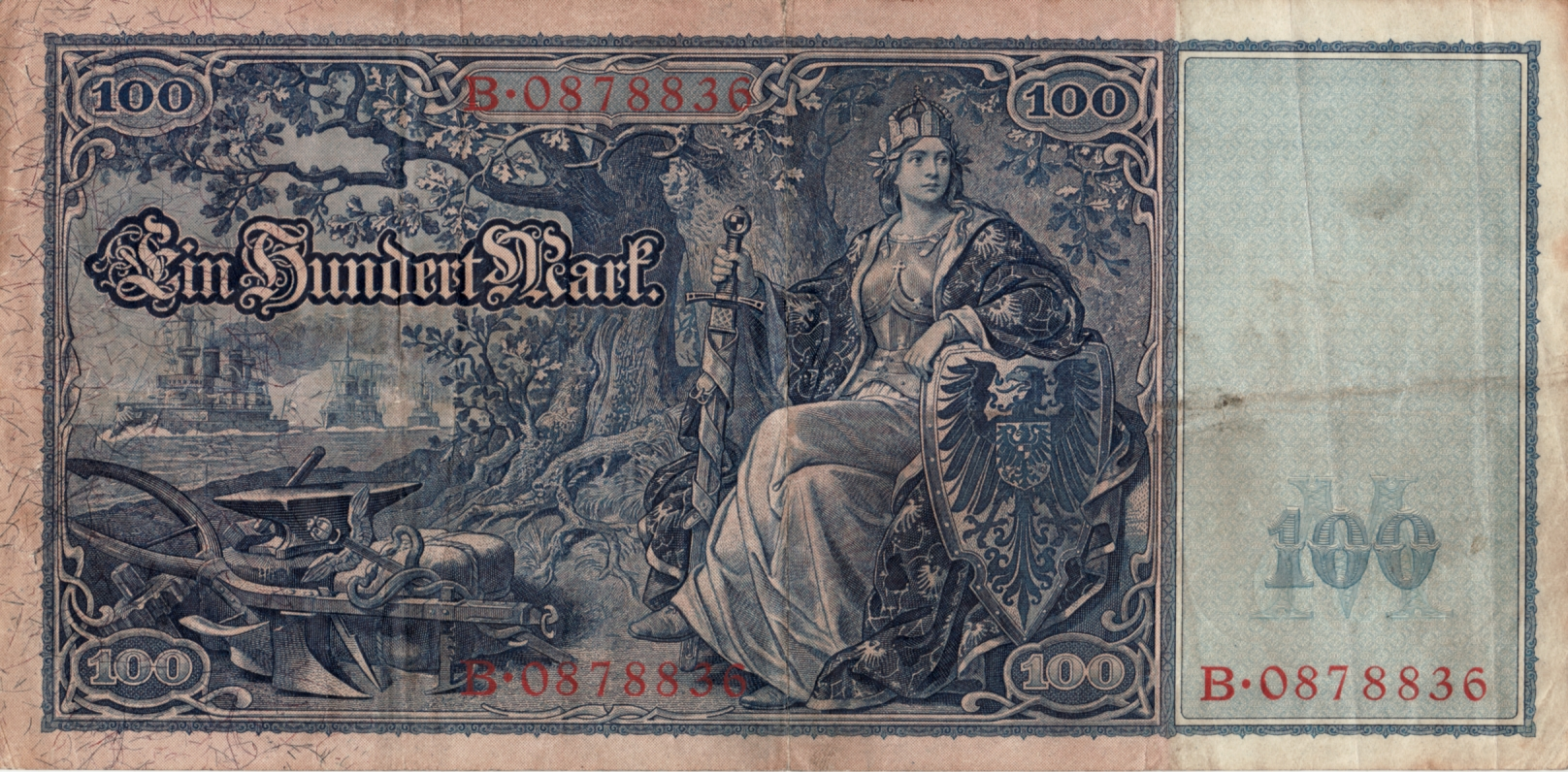
Банкнота в 100 рейхсмарок работы Вальдраффа с использованием аллегорической фигуры «Германия»

Гравёром новой серии стал художник Пауль Эдуард Вальдрафф (Paul Eduard Waldraff, 1870—1917), который после учёбы в Штутгарте сотрудничал в Берлинской имперской типографии. Моделью была выбрана известная оперная актриса тех лет Анна Штранц-Фюринг (Anna Strantz-Führing, 1866—1929). Её образ стал также прототипом для аллегорической фигуры Германии в дизайне банкноты в 100 рейхсмарок, выполненном всё тем же Вальдраффом и ранее принятом Немецким банком.

## История

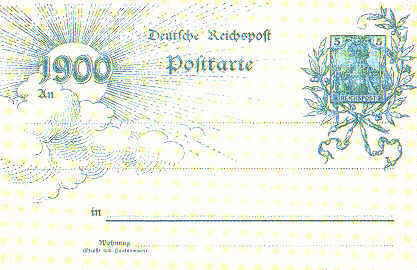
Маркированная почтовая открытка Германии (1900)

Официально первым днём ввода в обращение было назначено 1 января 1900 года. Однако небольшие части предварительно отпечатанного тиража продавались в почтовых отделениях империи уже в конце декабря 1899 года и известно некоторое количество декабрьских гашений. Приуроченная к началу XX столетия и выпущенная одновременно с новой марочной серией синяя маркированная почтовая открытка с напечатанной маркой номиналом в 5 пфеннигов тоже оказалась в обороте в декабре. Первый выпуск серии с надписью «Reichspost» содержал одноцветные марки номиналами: 2 (сизая), 3 (коричневая), 5 (зелёная), 10 (красная), 20 (синяя), а также двуцветные, с добавлением чёрного: 25 (оранжевая, на жёлтой бумаге), 30 (розовая, на розовой бумаге), 40 (красная), 50 (сиреневая) и 80 (красная, на розовой бумаге) пфеннигов. Далее события развивались так:

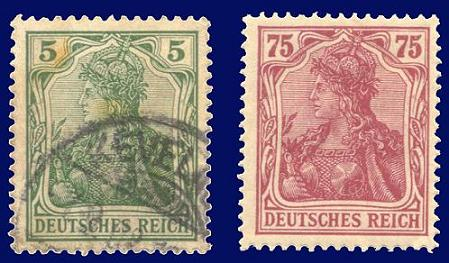

- апрель-декабрь 1900 года — серия дополняется почтовыми марками высоких номиналов 1, 2, 3 и 5 немецких марок с иными сюжетами объединительной тематики.
- апрель 1902 года — серия переиздана в тех же номиналах и цветах, но с надписью «Deutsches Reich».
- 1905—1906 год — к серии добавлена марка номиналом в 60 пфеннигов.
- август 1916 года — к серии добавлены марки дробных номиналов 2½ (серая), 7½ (оранжевая) и 15 (коричневая) пфеннигов. Фигура Германии впервые на светлом фоне.

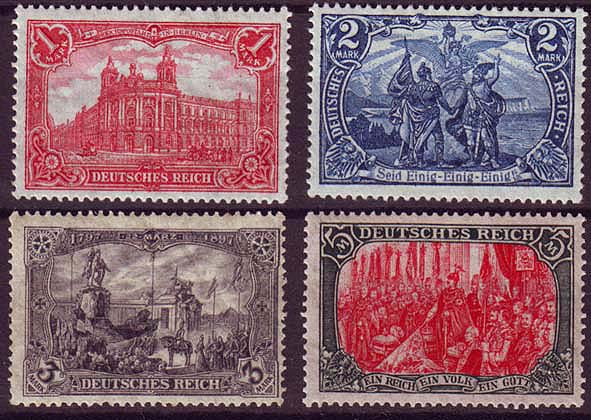
Высокие номиналы серии «Германия» (1902)

- май 1917 года — номинал 15 пфеннигов переиздан в изменённом цвете (вместо коричневого фиолетовый, фон светлый).
- октябрь 1918 года — номинал 2 пфеннига переиздан в изменённом цвете (вместо сизого серо-зелёный, фон светлый).
- февраль 1919 года — к серии добавлены марки номиналом в 35 пфеннигов (коричневая, фон светлый) и 75 пфеннигов (сине-зелёная двуцветная, фон тёмный).

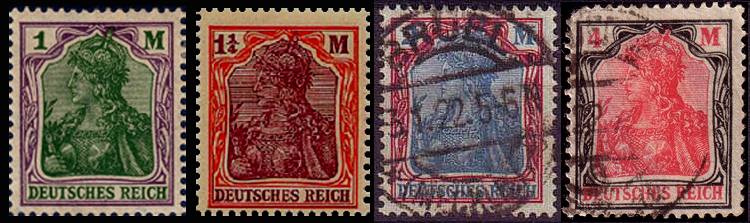
Высокие номиналы серии «Германия» (1920)

- май 1919 года — новорождённая Веймарская республика надпечатала номиналы 10 и 15 пфеннигов, сделав их почтово-благотворительными с доплатой жертвам войны +5 пфеннигов.
- ноябрь 1919 года — высокие номиналы образца 1902 года переизданы с изменением стоимости — 1, 1,25, 1,50 и 2,50 немецких марок.
- июнь 1920 года — остаток тиражей образца 1902 года надпечатан — 1,25, 1,50 и 2,50 немецких марок. Серия дополняется номиналами 1, 1¼, 2 и 4 немецких марки.
- август 1921 года — высокие номиналы образца 1920 года с изображением Германии надпечатаны — 1,60, 3, 5 и 10 немецких марок.
- март 1922 года — номиналы 75 пфеннигов и 1 марка переизданы в изменённых цветах — малиновая одноцветная вместо синей двухцветной.

Далее в Германии начался период гиперинфляции и серия почтовых марок «Германия» вышла из оборота в связи с многократным изменением масштаба цен.

### Провизорий «Винета»

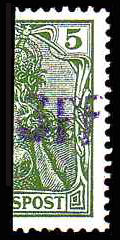
Провизорий «Винета» (1901)

История серии «Германия» богата эпизодами, известными и не очень. Но по-настоящему знаменитым стал лишь один из них — выпуск провизория «Винета». Одноимённый большой крейсер кайзеровского военно-морского флота (SMS Vineta II), введённый в строй в 1897 году, зимой-весной 1901 года находился в очередном трансатлантическом походе. В январе «Винета» пребывала в гавани Нового Орлеана, где по случаю дня рождения императора Вильгельма II был устроен большой совместный праздник для экипажа корабля (состоявшего из 465 человек) и местных жителей. Новоорлеанские газеты с описанием торжества достигли моряков лишь в Порт-оф-Спейне (Тринидад). Естественно, экипажу «Винеты» захотелось отослать их домой родным. Однако обнаружилось, что на крейсере отсутствует в достаточном количестве остро необходимая почтовая марка номиналом в 3 пфеннига для франкирования бандеролей.
Тогдашние почтовые правила дозволяли в подобных экстренных случаях оплату наличными. Но капитан «Винеты» принял иное решение: он с разрешения верховного казначея морского флота Германской империи разрезал пополам по вертикали 300 почтовых марок номиналом в 5 пфеннигов, изготовил специальный штемпель и на каждой половинке пятипфенниговой марки фиолетовыми чернилами напечатал «3PF», после чего проблема на судне была решена. Первые газеты, письма и открытки от моряков «Винеты», погашенные штемпелем Германской корабельной почты морского флота № 1, отправились на родину 17 апреля 1901 года по прибытии корабля в Пернамбуку (Бразилия) и стали достигать адресатов уже начиная с 6 мая. 28 июня 1901 года на крейсер поступил приказ из Берлина прекратить такое франкирование. Однако почтовые отправления продолжали франкироваться половинками до конца августа. Известно, также, несколько случаев использования членами экипажа «Винеты» сразу двух надпечатанных трёхпфенниговых половинок зелёной пятипфенниговой марки для предварительной почтовой оплаты писем. Неизвестно, из каких побуждений они это делали, однако несомненно, что при франкировке они переплатили 1 пфенниг.

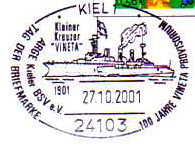
Памятный штемпель к столетию провизория «Винета» (2001)

После описанных событий была выпущена более строгая служебная инструкция и все корабли кайзеровских военно-морских сил обязали получать трёхпфенниговые почтовые марки по повышенным нормам. Крейсер «Винета» ходил в прежнем режиме между Европой и Америкой до 1905 года, в 1909—1911 годах стоял на капитальном ремонте, после чего сделался учебным кораблём. В годы Первой мировой войны он служил в береговой охране в Киле, а в 1920 году был сдан на слом.

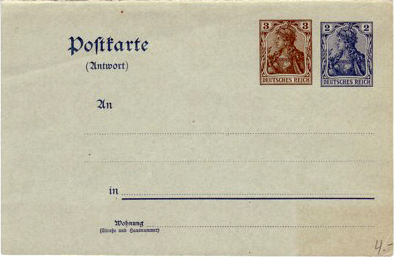
Почтовая карточка с напечатанными 3- и 2-пфенниговыми марками (1902)

Провизорий «Винеты» сегодня предлагается на филателистических аукционах по цене от €3000 до €15 000. В каталоге «Михель» негашёный провизорий (таковых насчитывается 74 штуки) оценивается в €13 000, гашёный — в €10 000. Каталог «Скотт» приводит несколько иные цифры: $5850 за гашёный, $7600 за негашёный и $20 000 за негашёный экземпляр в отличном состоянии. Как видим, подлинная «Винета» является хорошей находкой для филателиста. Однако она активно подделывается: уже к 1907 году было выявлено восемь различных гашений (притом, что настоящее только одно), а в 1990-е годы на филателистическом рынке было обнаружено поддельное письмо аж с пятью провизориями одновременно.

## Надпечатки, перепечатки и спецвыпуски
Поскольку «Германия» являлась основной стандартной серией почтовых марок империи, именно ей пришлось нести на себе следы всех связанных с этой страной исторических изменений начала XX века — чаще всего в виде надпечаток и перепечаток. В частности, следующим образом:

Германские почтовые отделения за границей и довоенные спецвыпуски
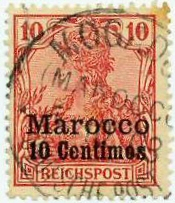
В Марокко (10 сантимов, 1900)
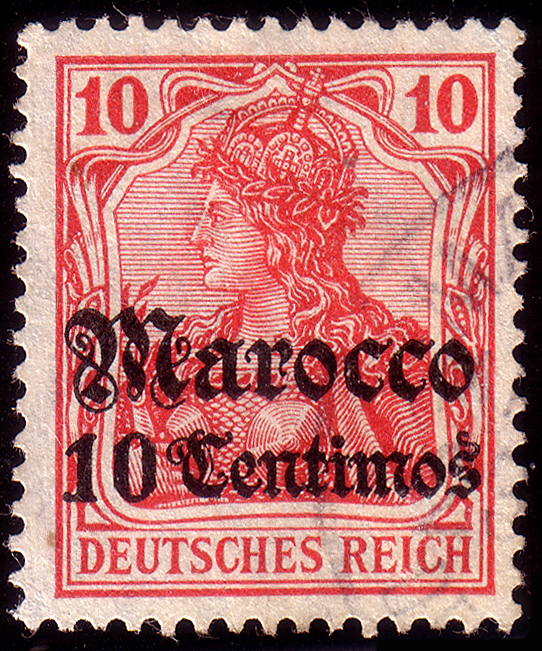
В Марокко (10 сантимов, 1905)
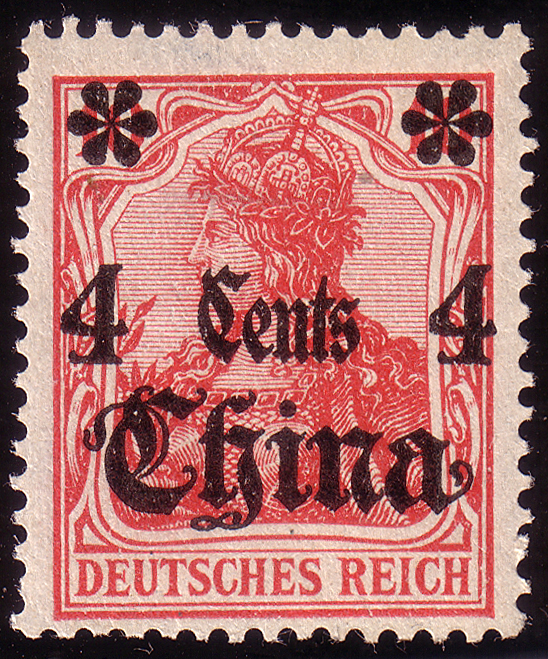
В Китае (4 цента, 1905)
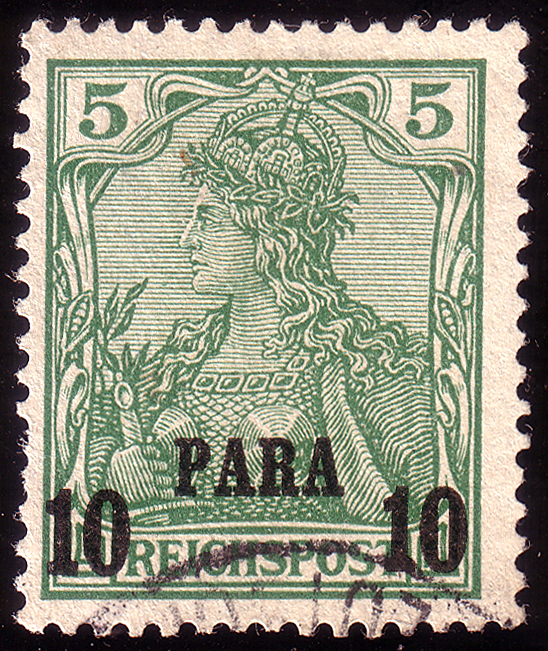
В Османской империи (10 пара, 1900)
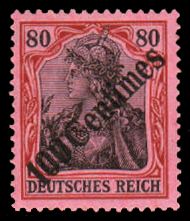
В Османской империи (100 сантимов, 1908)
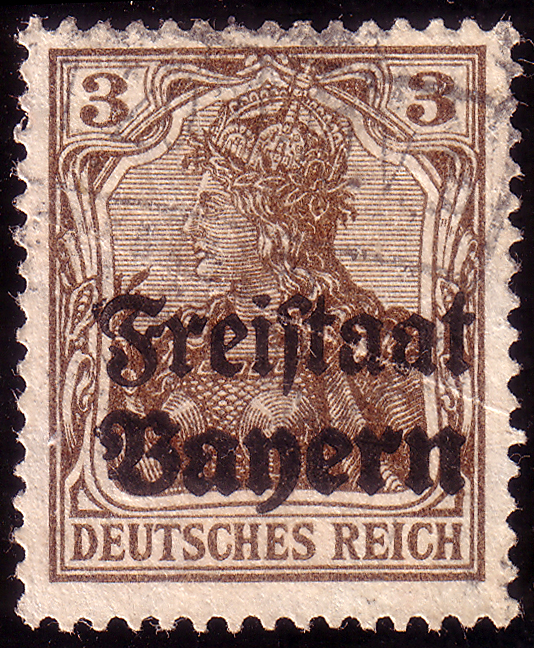
Свободное государство Бавария (3 пфеннига, 1919)
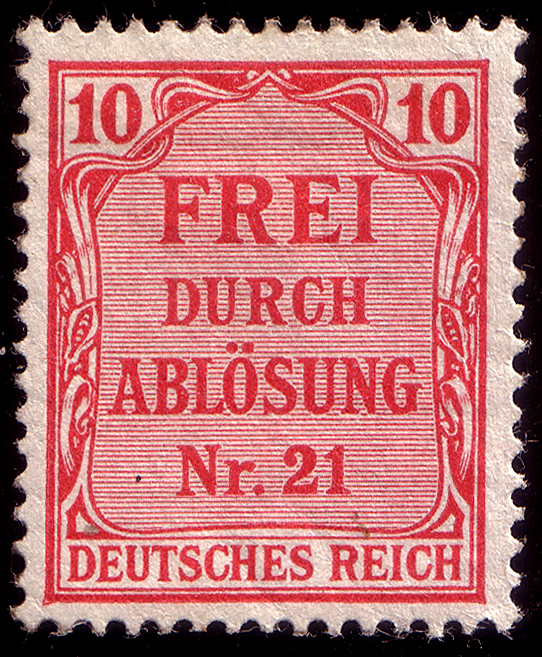
Счётная марка для Пруссии (10 пфеннигов, 1903)
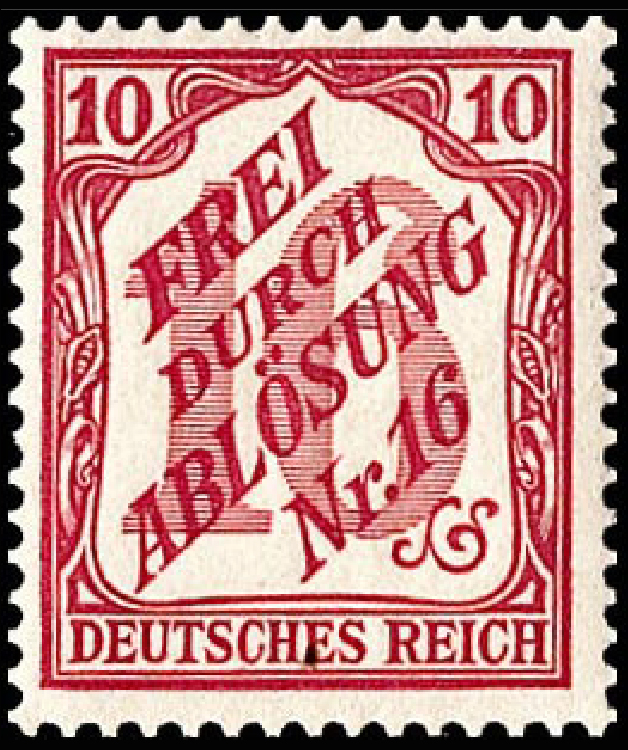
Счётная марка для Бадена (10 пфеннигов, 1905)

Оккупационные выпуски Германии в ходе Первой мировой войны и их перепечатки
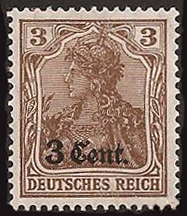
Для Франции (3 сантима, 1914)
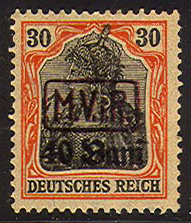
Для Румынии (40 бани, 1917)
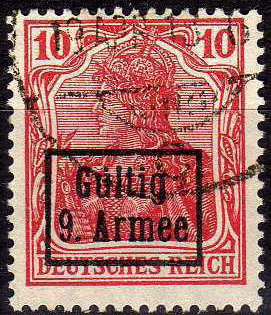
Для Румынии, 9-я армия (10 пфеннигов, 1918)
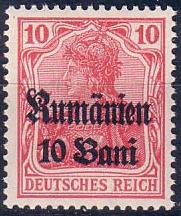
Для Румынии (10 бани, 1918)
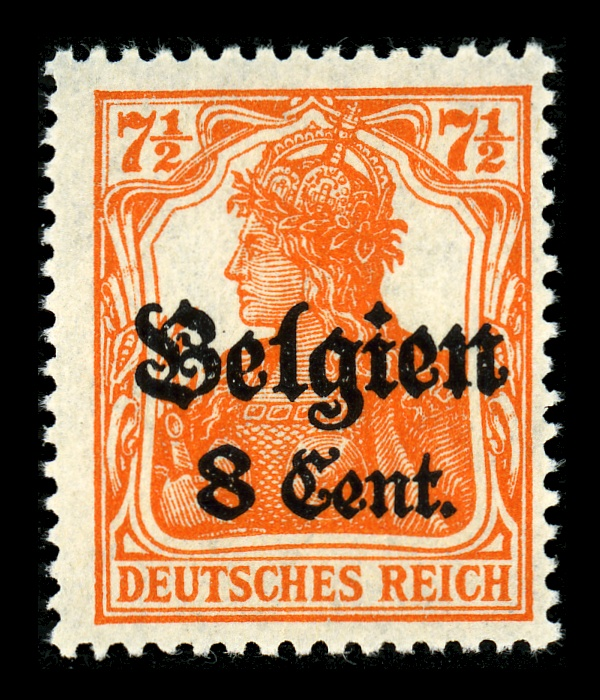
Для Бельгии (8 сантимов, 1914)
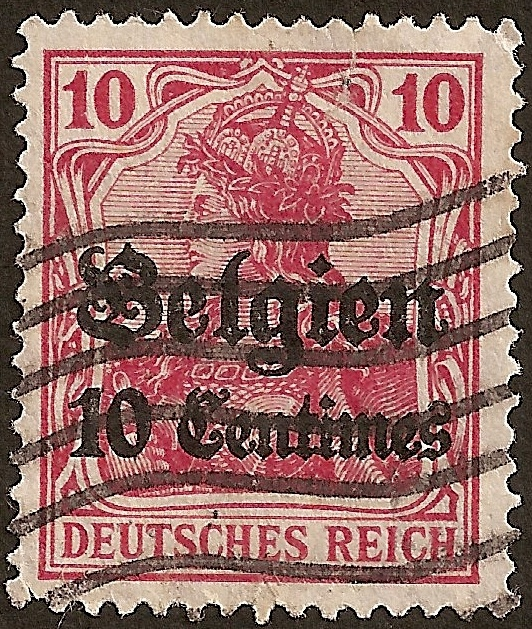
Для Бельгии (10 сантимов, 1914)
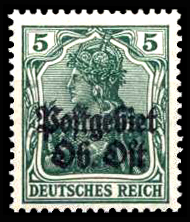
Для России (Литва и Курляндия; 5 пфеннигов, 1915)
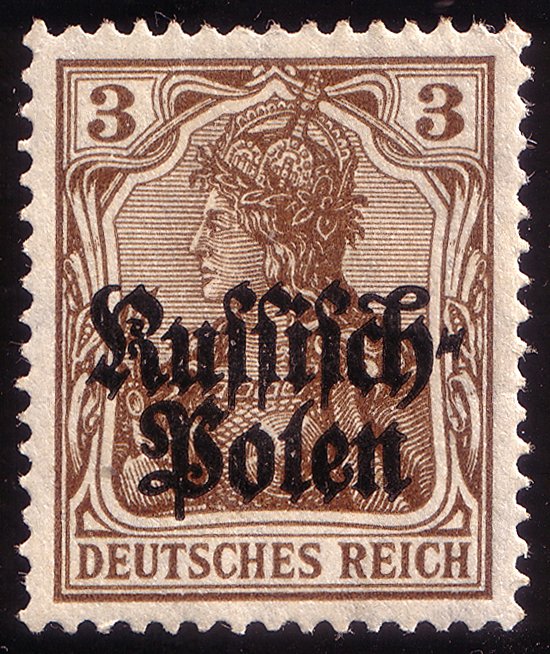
Для России (Польша; 3 пфеннига, 1915)
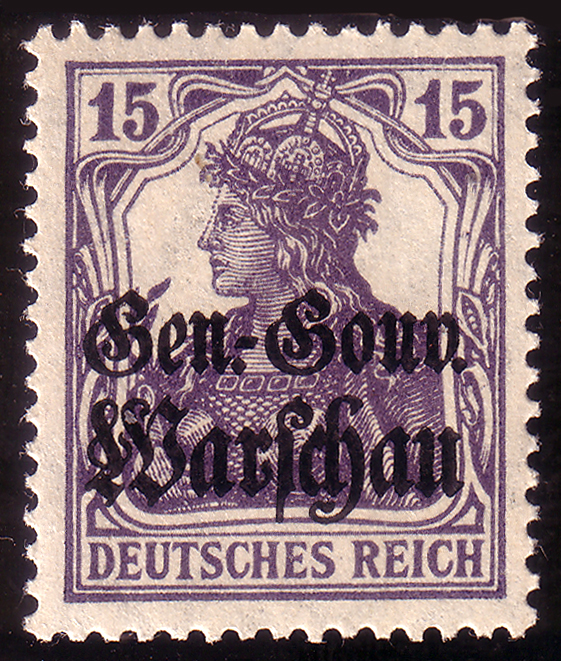
Для Генерал- губернаторства Варшавского (Польша) (15 пфеннигов, 1916)
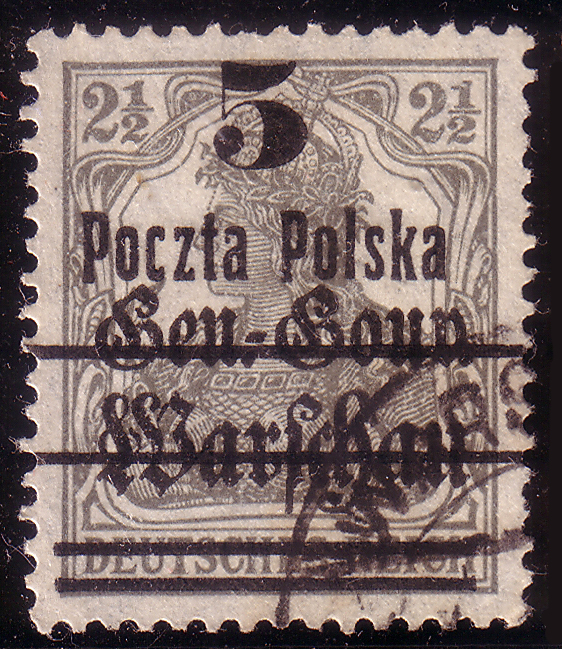
Перепечатка «Почта Польши» на марках для Генерал- губернаторства (5 пфеннигов, 1919)
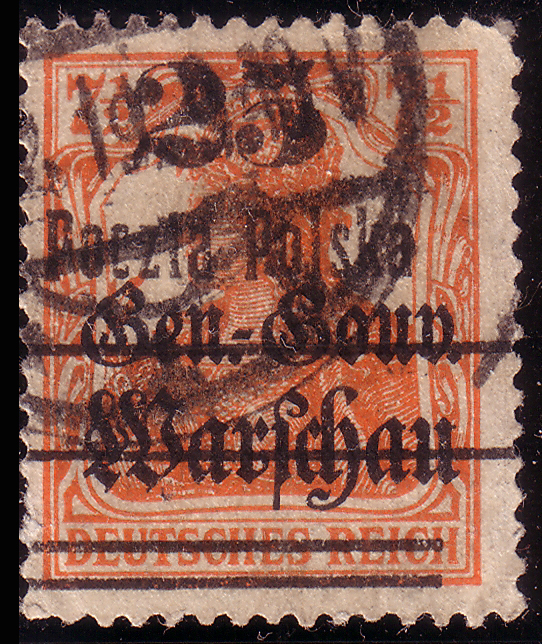
Перепечатка «Почта Польши» на марках для Генерал- губернаторства (25 пфеннигов, 1919)
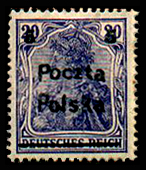
Надпечатка «Почта Польши» (Познаньский выпуск) (5 пфеннигов, 1918)
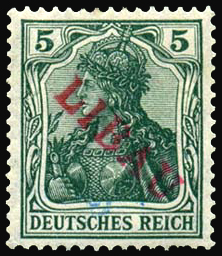
Надпечатка «Либау» для 8-й Армии (Лиепая, Курляндия) (5 пфеннигов, 1919)

Послевоенные «версальские» выпуски под эгидой стран Антанты и Лиги Наций
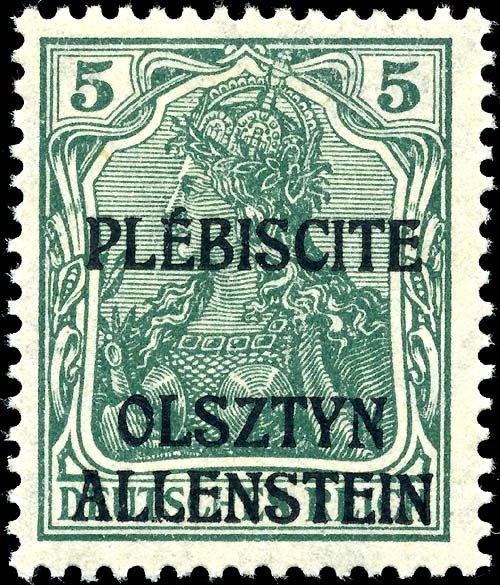
Плебисцит в Ольштыне (5 пфеннигов, 1920)
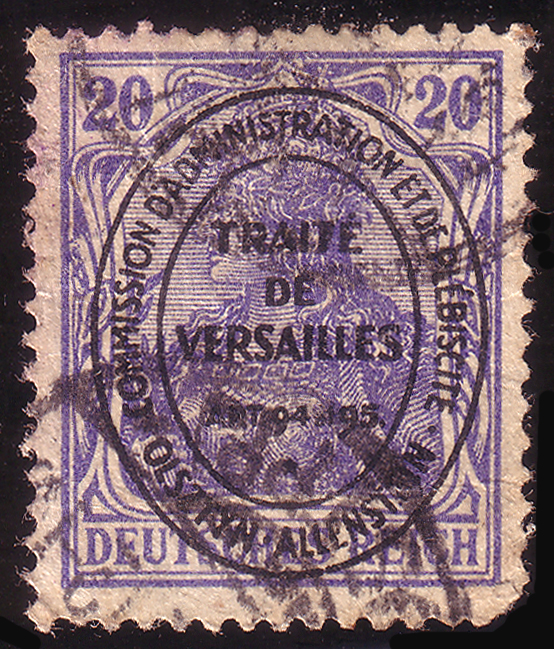
Плебисцит в Ольштыне (20 пфеннигов, 1920)
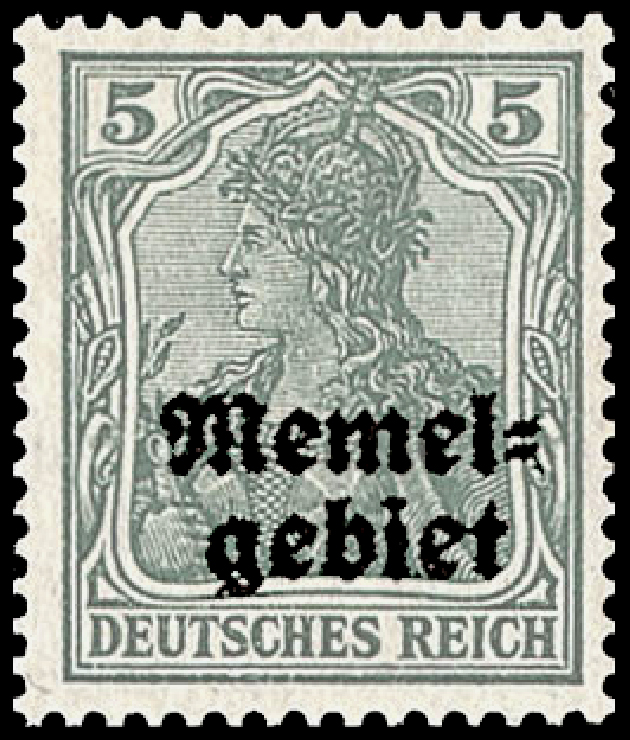
Мемель (Клайпеда, Литва) (5 пфеннигов, 1920)
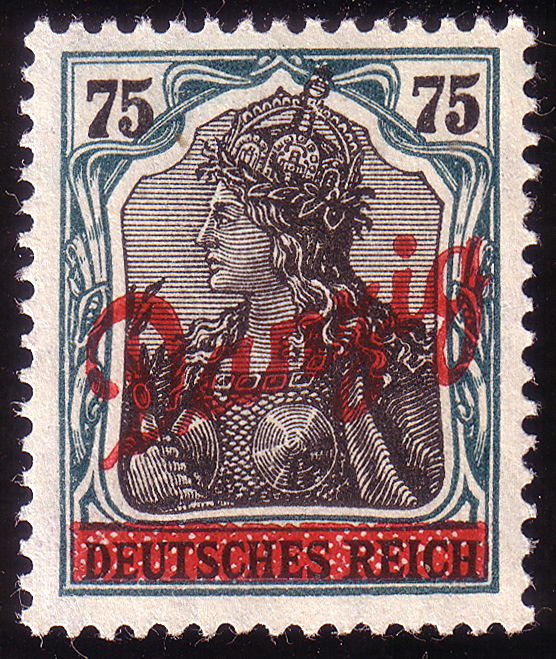
Вольный город Данциг (Гданьск) (75 пфеннигов, 1920)
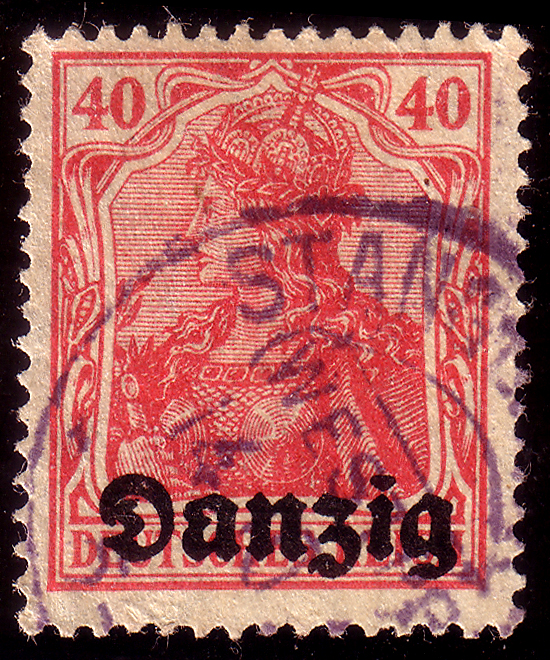
Вольный город Данциг (Гданьск) (40 пфеннигов, 1920)
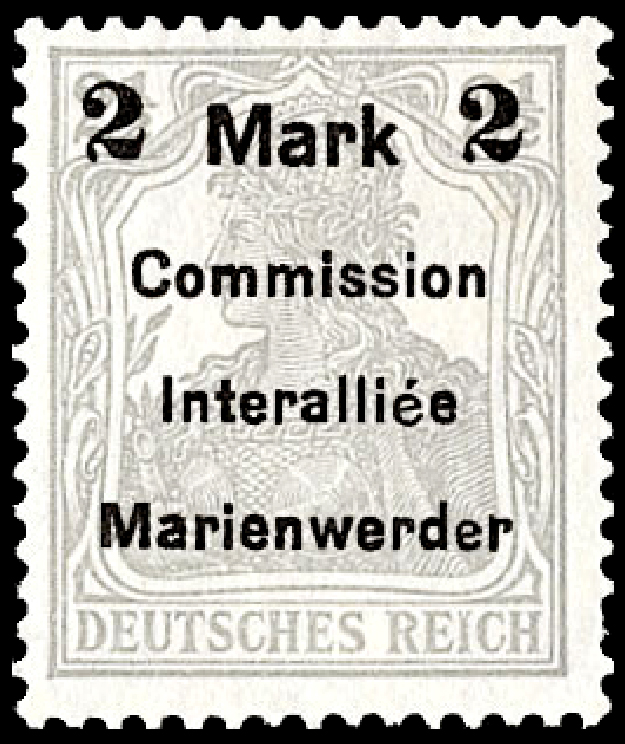
Плебисцит в Мариенвердере (2 марки, 1918)
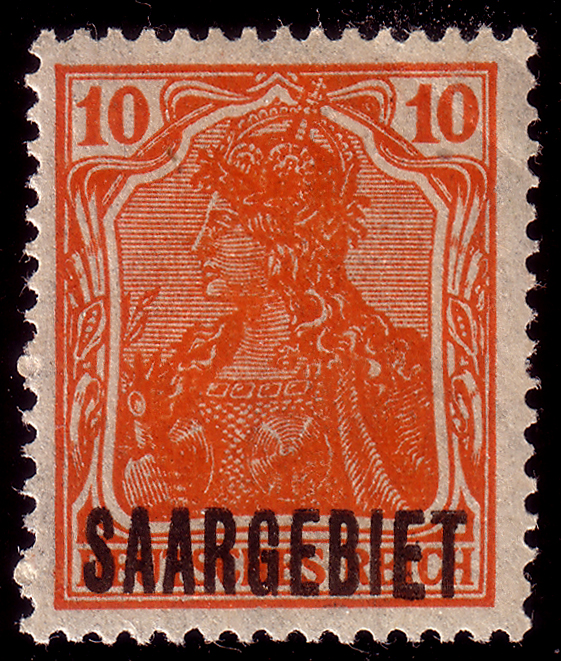
Саар (10 пфеннигов, 1920)
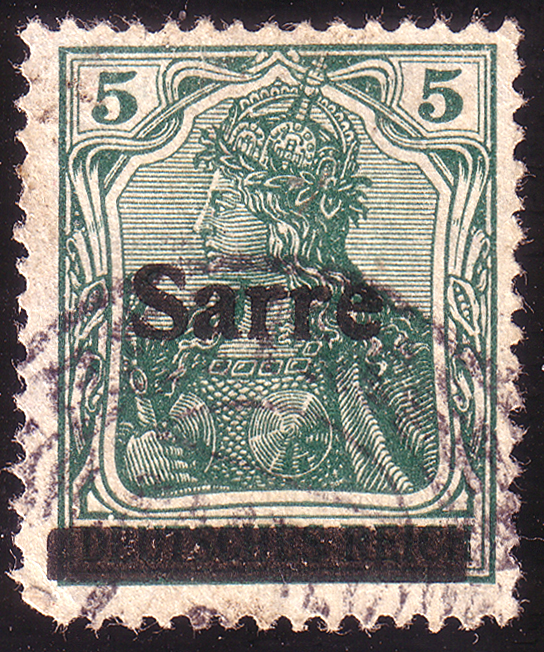
Саар (5 пфеннигов, 1920)

Надпечатки, повышающие номинал
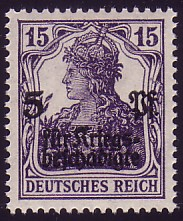
В пользу жертв войны (15+5 пфеннигов, 1919)
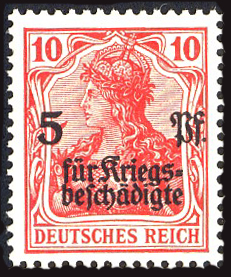
В пользу жертв войны (10+5 пфеннигов] 1919)
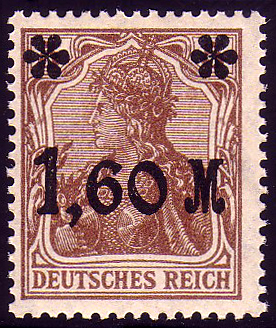
Повышение номинала (1,60 пфеннига, 1921)

## Непочтовые эмиссии

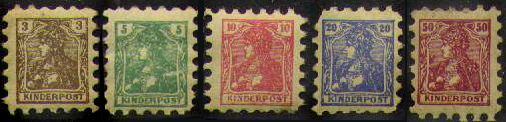
Марки «детской почты» серии «Германия» (начало XX века)

### Детские марки
В начале XX века в Германии выпускались так называемые «марки детской почты» уменьшенного формата с целью обучения детей правилам почтовой переписки. Эти виньетки повторяли рисунок тогдашних стандартных марок страны, серии «Германия», но вместо обычной надписи «Reichspost» они несли текст Kinderpost. Разумеется, такие марки не могли использоваться в реальном почтовом сообщении.

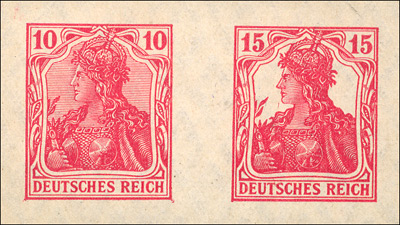
Неперфорированные поддельные оттиски номиналов 10 и 15 пфеннигов (Великобритания, 1918)

### Британские подделки
В ходе Первой мировой войны в сентябре 1918 года самые распространённые на тот момент номиналы серии «Германия» 10 и 15 пфеннигов были подделаны в Великобритании. Фальшивки печатались в листах по 100 штук (10 × 10). В отличие от оригиналов, у которых 14 отверстий перфорации по горизонтали, в поддельных листах их по 15. Кроме того подделки напечатаны на более мягкой бумаге и имеют меньше штриховки в чертах женского лица (изображение более светлое), из-за чего фальшивая Germania смотрит несколько жёстким взглядом. Целью подделок было снабжение сети агентов британских спецслужб в тылу врага.

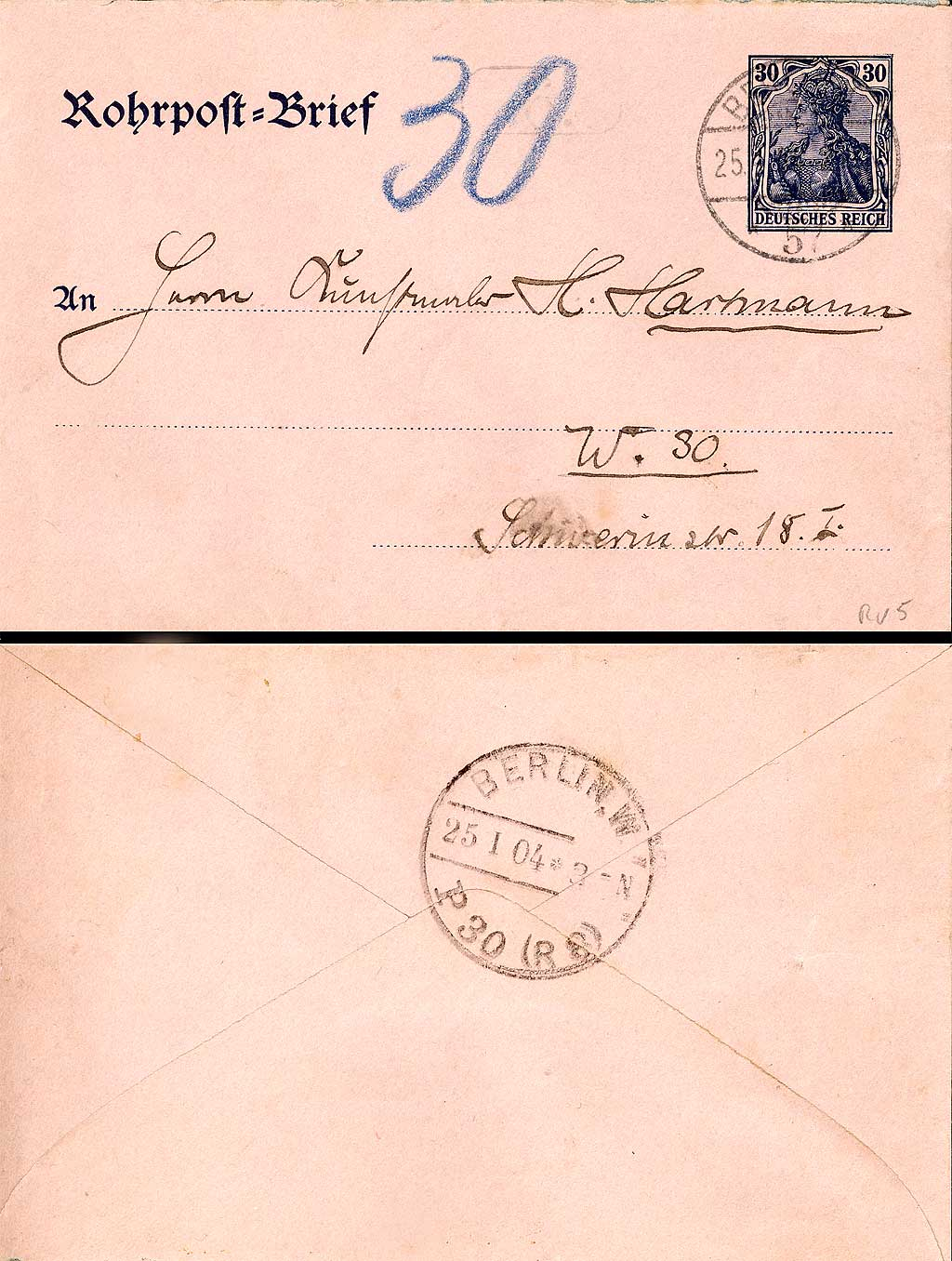
Почтовый конверт с напечатанной 30-пфенниговой маркой «Германия» образца 1902 года, прошедший пневматическую почту